# サン・マルチェッロ・ピテーリオ
サン・マルチェッロ・ピテーリオ (伊: San Marcello Piteglio) は、イタリア共和国トスカーナ州ピストイア県にある、人口約7,600人の基礎自治体（コムーネ）。
コムーネ統廃合 (it:Fusione di comuni italiani) により、ピテーリオとサン・マルチェッロ・ピストイエーゼが合併して2017年1月1日に発足した。

## 地理

### 位置・広がり

#### 隣接コムーネ
隣接するコムーネは以下の通り。括弧内のBOはボローニャ県、MOはモデナ県、LUはルッカ県所属を示す。
- アベトーネ・クティリアーノ
- マルリアーナ
- リッツァーノ・イン・ベルヴェデーレ (BO)
- ファナーノ (MO)
- バーニ・ディ・ルッカ (LU)
- ピストーイア
- ペーシャ

### 気候分類・地震分類
サン・マルチェッロ・ピテーリオにおけるイタリアの地震リスク階級 (it) は、zona 2 (sismicità media) に分類される。

## 行政

### 分離集落
サン・マルチェッロ・ピテーリオには以下の分離集落（フラツィオーネ）がある。
- Bardalone
- Calamecca
- Campo Tizzoro
- Crespole
- Gavinana
- La Lima
- Lanciole
- Lancisa
- Limestre
- Lizzano Pistoiese
- Lolle
- Macchia Antonini
- Mammiano
- Maresca
- Piteglio
- Pontepetri
- Popiglio
- Prataccio
- Prunetta
- San Marcello Pistoiese (sede comunale)
- Spignana
- Vizzaneta

## 姉妹都市
- La Güera、サハラ・アラブ民主共和国
- Saône、フランス
- Saint-Martin-du-Tertre、フランス 1987年